# Plastron (chirurgia)
Plastron, ropień okołowyrostkowy (łac. abscessus periappendicularis, ang. appendiceal phlegmon) – ropień spowodowany perforacją wyrostka robaczkowego znajdującego się w fazie ostrego procesu zapalnego, obejmujący okoliczne tkanki, nie rozprzestrzeniający się na całą jamę otrzewnej. Objawem powstania ropnia jest żywo bolesny, często wyczuwalny przez powłoki brzuszne guz, w rzucie punktu McBurneya, z towarzyszącymi objawami zapalenia wyrostka robaczkowego. Leczenie ropnia jest zachowawcze. Stosuje się antybiotyki oraz dietę ubogoresztkową. Po ustąpieniu procesu zapalnego, można rozważyć wykonanie appendektomii.